# Pytania i przeczenia w języku angielskim
Zdania pytające i przeczące w języku angielskim – zmiany w strukturze zdań angielskich w formie pytającej i przeczącej.

## Ogólna zasada zadawania pytań
W języku angielskim istnieją dwa sposoby zadawania pytań: przez inwersję i z użyciem operatora. 

### Zdania z czasownikami modalnymi
Część zdań angielskich tworzonych jest z użyciem czasowników posiłkowych: be, have oraz czasowników modalnych: will, must, can, may, should, np. I am working now. He has seen a ghost. W tym przypadku pytania tworzy się przez inwersję podmiotu z czasownikiem posiłkowym lub modalnym: 
- I (S) am (V) worried → Am (V) I (S) worried?
- Ann has seen a ghost → Has Ann seen a ghost?
- You can`t do this. → Can`t you do this?

Czasy, w których pytania tworzy się przez inwersję:
- Future Simple/Future Simple in the Past: Will you go to that party?
- Present/Past/Future/Future in the Past Progressive → Are you waiting for me?
- Present/Past/Future/Future in the Past Progressive Perfect → Has he got up yet?
- Present/Past/Future/Future in the Past Progressive Perfect Progressive: → have they really been eating dinner since seven pm?

### Zdania z czasownikami zwykłymi
Jeśli zdanie nie zawiera czasownika posiłkowego bądź modalnego, pytania tworzy się z pomocą czasownika do, który zachowuje się jak czasownik posiłkowy: 
- I (S) read (V) many books → Do I (S) read (V) many books?
- We live in Shepton Mallet → Do we live in Shepton Mallet?

W przypadku trzeciej osoby liczby pojedynczej operator absorbuje -s z końcówki czasownika i zmienia swą formę w does:
- She speaks fluent Finnish  → Does she speak fluent Finnish?
- My son watches too much TV. → Does my son watch too much TV?

Pytania z użyciem operatora możliwe są w dwóch czasach: Present Simple iPast Simple. W Past Simple operatorem jest forma przeszła czasownika do: did. W formie pytającej występuje forma bezokolicznika czasownika:
- He treated me badly → Did he treat me badly?
- She wore pink trousers. → Did she wear pink trousers?

## PytaniaYes/No
W pytaniach o rozstrzygnięcie (Yes/No questions) pytający oczekuje potwierdzenie lub zaprzeczenie treści całego zdania. Pytania te zawsze zaczynają się od operatora bądź czasownika posiłkowego lub modalnego:
- Do you like cars?
- Has he got a cat?

Odpowiedzią na takie pytanie jest słowo yes lub no i czasownik posiłkowy lub operator i ewentualnie przeczenie:
- Are you tired? → Yes, I am.
- Shall I tell you the whole truth? → Yes, you shall.
- Did he tell you he was ill? → No, he did not.
- Was he taken to the hospital? → Yes, he was.

## Pytaniawh-
Pytania szczegółowe zwane są również pytaniami o uzupełnienie lub 'wh'-questions. Pytania te rozpoczyna wyraz pytający lub grupa wyrazów, a całość zdania zachowuje szyk zdania pytającego:
- He lived in Tiverton → Did he live in Tiverton → Where did he live?
- They will arrive at eight → Will they arrive at eight? → When will they arrive?
- I go to library once a month → Do I go to the library once a month? → How often do I go to the library?

Jeśli pytanie dotyczy podmiotu, inwersja nie występuje, a w czasie teraźniejszym i przeszłym nie używa się czasownika do:
- Tom lives in this building. → Who lives in this building?
- What happened next?

Pytanie o uzupełnienie ma intonację opadającą.